# Julius Braun
Julius Braun, född 16 juli 1825 i Karlsruhe, död 1869 i München, var en tysk arkeolog och kulturhistoriker.
Braun företog studieresor i Italien, Grekland och Levanten, var 1860–61 e.o. professor vid Tübingens universitet och höll sedermera föreläsningar i Münchens konstakademi.
Braun var den förste, som konsekvent genomförde teorin om ett kultursammanhang mellan alla de äldre folken, enligt vilken teori deras konst och mytologier samtligen ledas tillbaka till en ursprunglig egyptisk källa. Han försökte även sätta folkens andliga odling i nära samband med markens beskaffenhet.